# 格魯日
格魯日是位於克羅埃西亞城市杜布羅夫尼克的一個地區，也是杜布羅夫尼克的主要港口地區。現在約有15,000人居住在這裡。